# Plutoni (santuari)

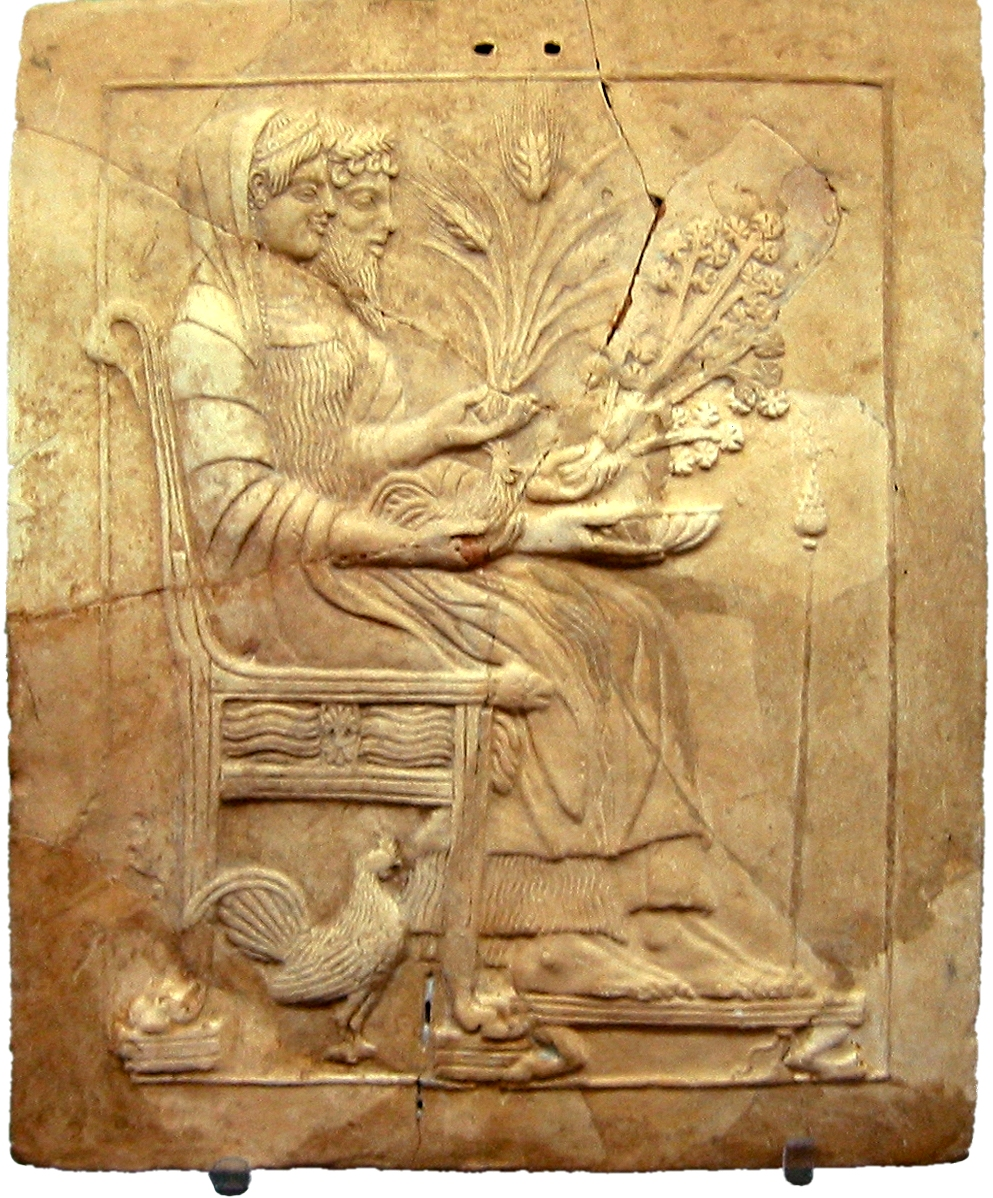
Persèfone i Plutó en un pínax de Locri, Museu Nacional de la Magna Grècia

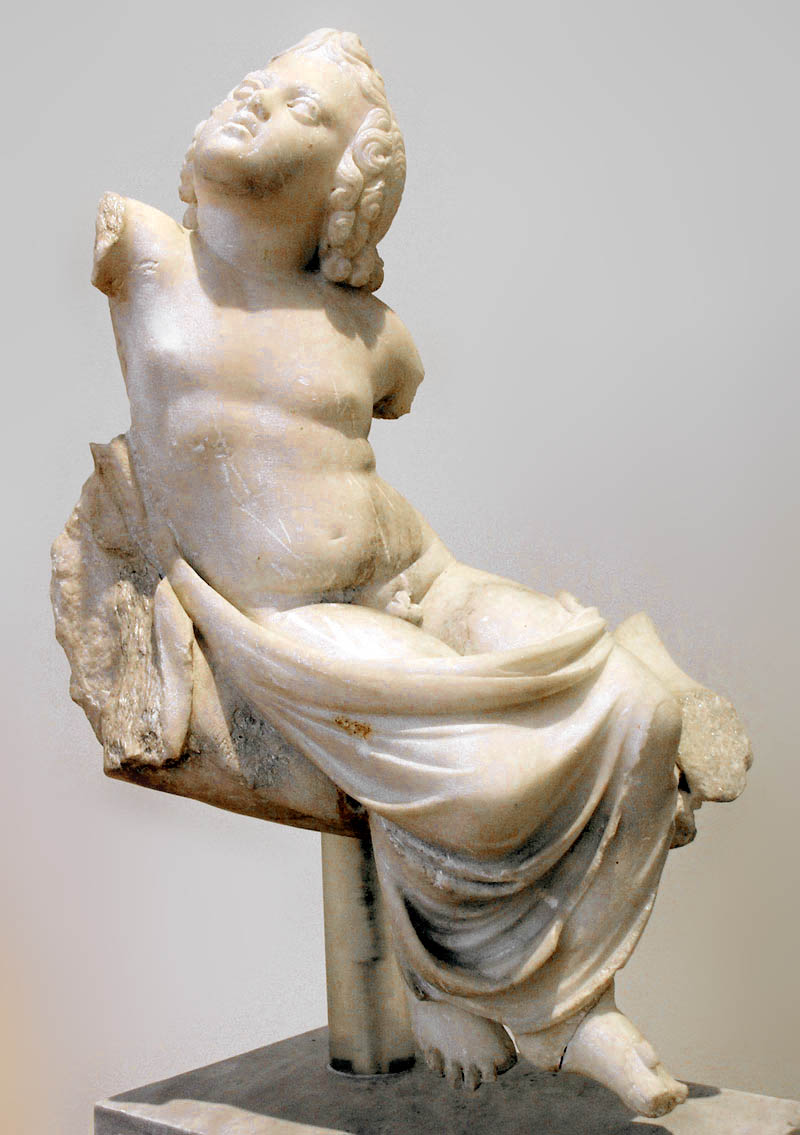
El xiquet diví Plutos, s. I

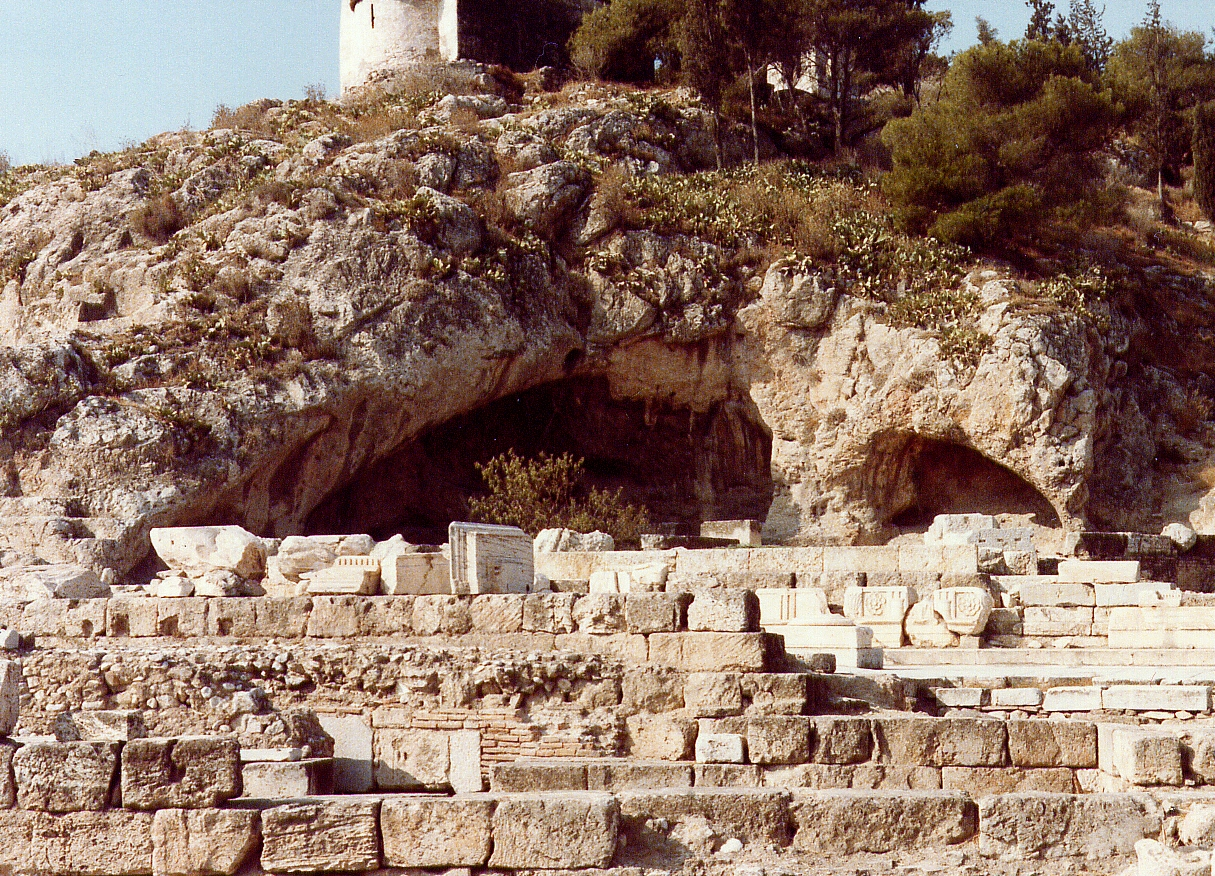
Plutoni d'Eleusis

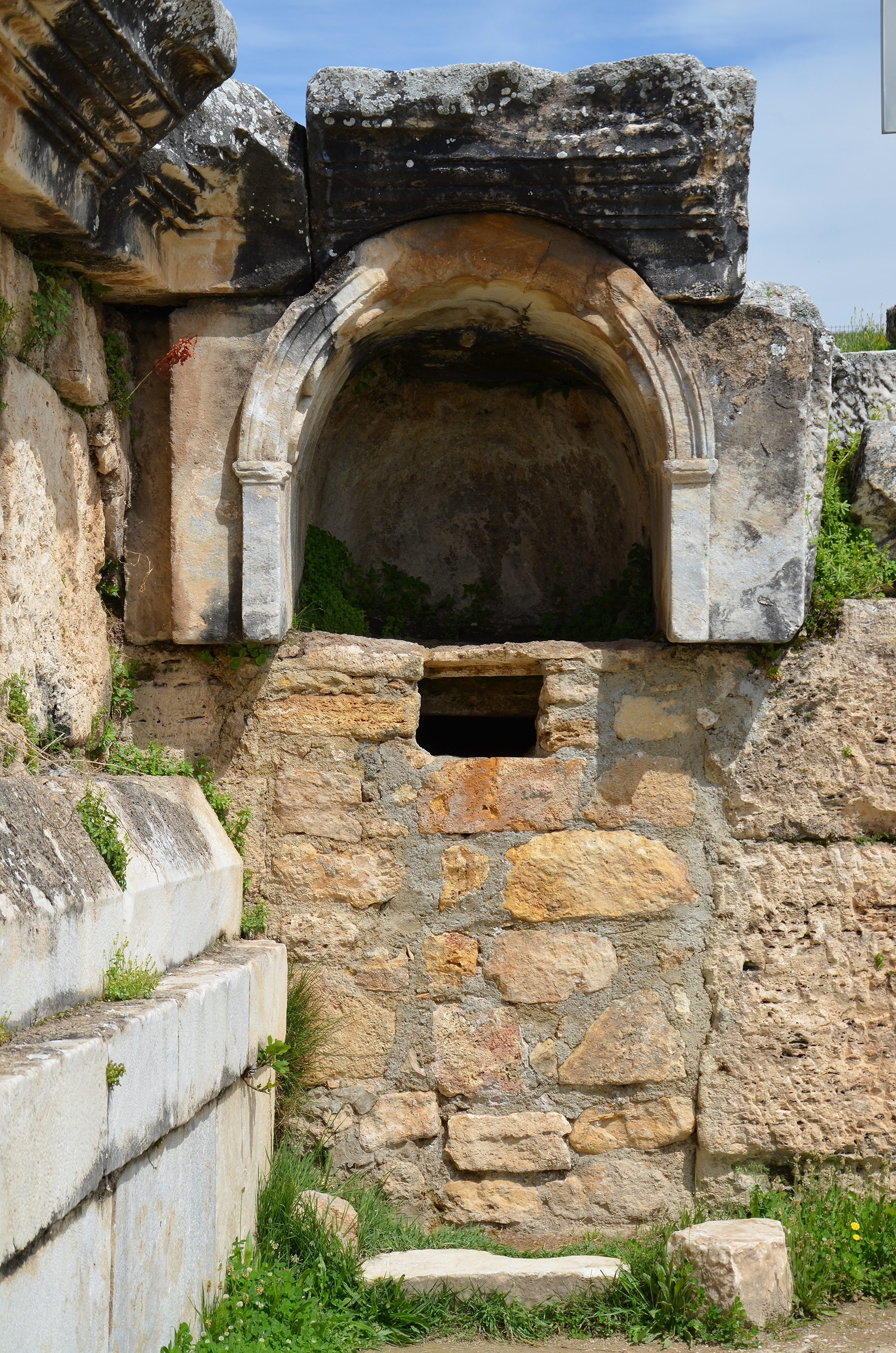
Plutoni de Hieràpolis anomenat Porta de Plutó

Un plutoni (del grec antic, Πλουτώνιον, ploutonion, literalment "lloc de Plutó", o del llatí plutonium) és un santuari especialment dedicat al déu grec i romà Plutó (en grec antic, Πλούτων, Ploutōn i en llatí, Pluto), més conegut pel seu nom antic, Hades.
Només alguns d'aquests santuaris són coneguts per fonts clàssiques, generalment en llocs que produeixen emissions verinoses i que es creu que representen una entrada a l'inframon.

## Eleusis
A Eleusis, Plutos era prop de l'entrada nord al recinte sagrat (tèmenos). Pisístrat el construí al s. VI ae i fou reconstruït dos segles més tard, quan els misteris d'Eleusis estaven en l'apogeu. La cova es considerava tradicionalment el lloc del naixement de nen diví Plutos.

## Nisa (Acàraca)
El geògraf grec Estrabó esmenta tres llocs on hi havia plutonis. Un era en un pujol entre Aydin i Nisa, en un llogaret anomenat Acàraca. El recinte abastava un bosc sagrat, un temple dedicat a Plutó i Persèfone, i una cova contigua anomenada Caronteon o Caronia a l'Àsia Menor, que prové de Caront, el barquer dels morts. Segons Estrabó, "posseïa algunes propietats físiques singulars" i servia de santuari per a la curació i com a oracle dels somnis (incubació).

## Hieràpolis
La Porta de Plutó, l'entrada a l'inframon, el plutoni de la Hieràpolis frígia d'Àsia Menor (actual Pamukkale), estava connectada amb el culte local de Cíbele. Es deia que inhalar-ne els vapors era letal per a tots els éssers vius, excepte per als gals (galli), els sacerdots eunucs d'aquesta dea. Durant l'era imperial romana, el culte a Apol·lo absorbí els llocs religiosos existents allí, inclòs el plutoni. Les excavacions arqueològiques de la dècada de 1960 mostraren que el plutoni estava situat dins del recinte sagrat d'Apol·lo: "constava d'una obertura natural en una paret de travertí que conduïa a una gruta on brollava aigua calenta que alliberava una exhalació nociva". Aquest lloc també s'associava a un oracle dels somnis. El neoplatònic Damasci va somiar que era Atis acompanyant la Gran Mare.

## Avern
Estrabó diu, a més, que el llac Avern a Itàlia havia estat assumit com un plutoni perquè els gasos que produïa eren tan nocius que feien caure els ocells que hi volaven damunt. Segons altres fonts més antigues, es deia que era l'oracle dels morts (nekumanteion) buscat per Odisseu en el llibre 11 de l'Odissea. Així i tot, Estrabó no considerava l'Avern com a plutoni.